# Maïki (Chadakori)
Maïki (auch: Makaï, Mayki) ist ein Dorf in der Landgemeinde Chadakori in Niger.

## Geographie
Das von einem traditionellen Ortsvorsteher (chef traditionnel) geleitete Dorf befindet sich rund 43 Kilometer östlich des Hauptorts Chadakori der gleichnamigen Landgemeinde, die zum Departement Guidan Roumdji in der Region Maradi gehört. Zu den Siedlungen in der näheren Umgebung von Maïki zählen Dan Maïro im Nordwesten, Mallamawa Kaka im Nordosten, Wakasso im Osten und Guidan Kané Katsinawa im Süden.
Es herrscht das Klima der Sahelzone vor, mit einer durchschnittlichen jährlichen Niederschlagsmenge zwischen 300 und 400 mm. Bei Maïki verläuft ein Nebental des Goulbin Kaba, das seinen Ursprung südlich von Tchadoua hat.

## Geschichte
Bei einem bewaffneten Konflikt im 19. Jahrhundert kam eine Tuareg-Armee aus dem Norden dem Ortsvorsteher von Maïki zur Hilfe. Ein Teil der Armee kehrte nicht zurück, ließ sich in den Dörfern Doguérawa, Galmi und Sabon Birni nieder und gründete von dort aus weitere Dörfer, darunter Dargué. In den 1920er Jahren galt die durch Maïki führende und 1375 Kilometer lange Piste von Niamey nach N’Guigmi als einer der Hauptverkehrswege in der damaligen französischen Kolonie Niger. Sie war in der Trockenzeit bis Guidimouni und wieder ab Maïné-Soroa von Automobilen befahrbar. Die Hilfsorganisation World Vision Inc. errichtete in Maïki einen Brunnen mit Handpumpe, der im September 2021 fertiggestellt wurde und über den damals 540 Personen aus der lokalen Bevölkerung Zugang zu Wasser hatten.

## Bevölkerung
Bei der Volkszählung 2012 hatte Maïki 1320 Einwohner, die in 159 Haushalten lebten. Bei der Volkszählung 2001 betrug die Einwohnerzahl 1065 in 134 Haushalten und bei der Volkszählung 1988 belief sich die Einwohnerzahl auf 575 in 99 Haushalten.
Die Bevölkerungsdichte in diesem Gebiet ist für nigrische Verhältnisse hoch.

## Wirtschaft und Infrastruktur
Das Gebiet der Ebenen im südlichen Teil der Region Maradi, in dem Maïki liegt, ist von einer anhaltenden Degradation der ackerbaulichen Flächen gekennzeichnet, die mit der hohen Bevölkerungsdichte in Zusammenhang steht. Im Dorf ist ein Gesundheitszentrum des Typs Centre de Santé Intégré (CSI) vorhanden. Es gibt eine Schule. Durch Maïki verläuft die 145,6 Kilometer lange Landstraße RR4-003 zwischen Bader Tanko und Saé Saboua. Hier zweigt die 48,16 Kilometer lange Route 421 zum Gemeindehauptort Chadakori ab.